# Mercedes-Benz L 321
Le Mercedes-Benz L 321 est un camion de Mercedes-Benz construit à partir de juin 1957 dans l’usine Mercedes-Benz de Mannheim, où les camions L 311 et L 312 étaient également construits. Comparé aux deux, le L 321 est conçu pour une charge utile plus élevée, initialement de 5,5 t. Le L 321 était construit en tant que camion à plateau, camion à benne basculante et tracteur, avec à la fois soit une conception de cabine avec capot soit de cabine sur moteur. Les modèles à transmission intégrale n’étaient construits qu’en tant que camion à capot. La production s’est terminée à Mannheim en 1959.

## Modèles
- L 321 : modèle de base, camion à capot, plateau, traction arrière
- LK 321 : camion à capot, benne, traction arrière
- LP 321 : cabine sur moteur, plateau où châssis
- LA 321 : camion à capot, plateau, transmission intégrale
- LAK 321 : camion à capot, benne, transmission intégrale
- LS 321 : camion à capot, tracteur, traction arrière
- LAS 321 : camion à capot, tracteur, transmission intégrale
- LPS 321 : cabine sur moteur, tracteur, traction arrière

## Technologie

### Châssis et transmission
Le L 321 est un camion à deux essieux doté d’un châssis en échelle modulaire proposé avec des empattements de 3 200 mm, 3 600 mm, 4 200 mm et 4 830 mm. Les essieux avant et arrière sont des essieux rigides. Ils sont suspendus sur des ressorts semi-elliptiques. L’essieu arrière est également équipé de deux ressorts supplémentaires à action progressive, l’essieu avant est équipé de série d’amortisseurs télescopiques. Les pneus eHD renforcés de taille 8,25-20 sont montés sur des jantes à épaulement divisé de taille 6,5-20. Les véhicules à traction intégrale sont équipés de pneus tout-terrain de même taille. L’essieu avant est équipé de pneus simples, l’essieu arrière de pneus jumelés. Toutes les roues sont équipées de frein à tambour à sabot intérieur à commande hydraulique avec assistance à air comprimé (servofrein). Les véhicules, disponibles en versions avec conduite à droite ou à gauche, sont équipés d’une direction à recirculation de billes avec une biellette de direction monobloc de Mercedes-Benz.
La puissance est transférée depuis le moteur vers la transmission via un embrayage à sec monodisque Fichtel & Sachs H32. La transmission, bloquée avec le moteur et développée en interne par Mercedes-Benz, est une transmission à cinq vitesses entièrement synchronisée avec changement de vitesse à billes. La puissance motrice est transférée depuis la boîte de vitesses vers le différentiel à pignons coniques de l’essieu via un arbre à cardan en deux parties; Les véhicules à traction intégrale disposent également d’un réducteur. Il n’y avait pas de blocage de différentiel ni pour l’essieu arrière ni pour l’essieu avant.

### Moteur
Le moteur de tous les véhicules est l’OM 321 de Mercedes-Benz, un moteur Diesel à six cylindres en ligne à quatre temps avec deux soupapes, injection préchambre et refroidissement à eau. Le bloc-cylindres en fonte alliée au nickel et le carter divisé sont constitués d’une seule pièce. Avec un alésage de cylindre de 95 mm et une course de piston de 120 mm, le moteur a une cylindrée totale de 5 103 cm³. Les pistons sont des pistons forgés en alliage léger de Mahle, chacun avec quatre segments de compression et deux segments racleurs d’huile. La puissance est transmise via des bielles divisées en diagonale avec une section en double T à un vilebrequin forgé à sept roulements et durci aux points d’appui. Les bielles et le vilebrequin sont équipés de paliers lisses en bronze au plomb avec des coques de support en acier. Le vilebrequin est équipé de contrepoids et d’amortisseurs de vibrations.
Un quadruple arbre à cames monté sur paliers lisses circule dans le carter et est entraîné par le vilebrequin via des engrenages droits hélicoïdaux. Il actionne les soupapes suspendues verticalement via des poussoirs, des tiges de poussée et des culbuteurs. Chaque cylindre possède une soupape d’admission et une soupape d’échappement. La culasse en fonte recouvrant tous les cylindres est amovible et possède un joint contenant de l’amiante.
La lubrification par circulation sous pression fonctionne avec une pompe à huile à engrenages et un filtre à huile dans le flux principal. L’huile est refroidie par un refroidisseur d’huile doté d’un régulateur de température. Le carburant est nettoyé à travers un filtre à tube en feutre et injecté dans les antichambres à l’aide d’une pompe d’injection Bosch PES 6 A70 B 410 RS 64/7 via des buses d’injection Bosch DNO SD 211. La pompe d’injection dispose d’un contrôleur de vitesse réglable. L’air est purifié avec un filtre à air en papier. Le moteur est refroidi par un refroidisseur tubulaire dont l’air chaud évacué est évacué par un ventilateur.

## Production L321
| Année   | 1957 | 1958 | 1959 | total |
| ------- | ---- | ---- | ---- | ----- |
| L 321   | 1034 | 2347 | 1448 | 4829  |
| LA 321  | 333  | 1338 | 1025 | 2696  |
| LP 321  | 158  | 2503 | 475  | 3136  |
| LAP 321 | 0    | 7    | 2    | 9     |

## Production L321 Brésil
| Année  | 1957 | 1958 | 1959 | 1960 | 1961 | 1962 | 1963 | 1964 | 1965 | 1966  | total |
| ------ | ---- | ---- | ---- | ---- | ---- | ---- | ---- | ---- | ---- | ----- | ----- |
| LP 321 | 336  | 1074 | 9830 | 5544 | 9470 | 3300 | 5200 | 6000 | 5000 | 11100 | 66254 |